# سكيراء ملتهمة للحمض
سكيراء ملتهمة للحمض (الاسم العلمي:Schizosaccharomyces acidodevoratus) هو نوع من الفطريات يتبع جنس السكيراء من الفصيلة السكيراوية.